# QNKクアンナムFC
QNKクアンナムFC（英: QNK Quang Nam Football Club, ベトナム語: Câu lạc bộ bóng đá QNK Quảng Nam）は、1997年に創設されたベトナムのクアンナム省タムキーをホームタウンとするサッカークラブ。

## 過去の成績
- 2013 Vリーグ2 : 優勝 (昇格)
- 2014 Vリーグ1 : 8位